# Rheinbrücken Maxau
Die Rheinbrücken Maxau stellen die Straßen- und Schienenverkehrsverbindung zwischen der baden-württembergischen Großstadt Karlsruhe und der rheinland-pfälzischen Stadt Wörth her. Sie überqueren den Rhein beim Weiler Maxau des Karlsruher Stadtteils Knielingen und dem Wörther Ortsteil Maximiliansau. Namensgebend ist das rechtsrheinisch unweit der Brücke gelegene Hofgut Maxau. Heute sind zwei parallel verlaufende Brückenbauwerke für Straßen- und Schienenverkehr vorhanden.

## Heutige Anlage

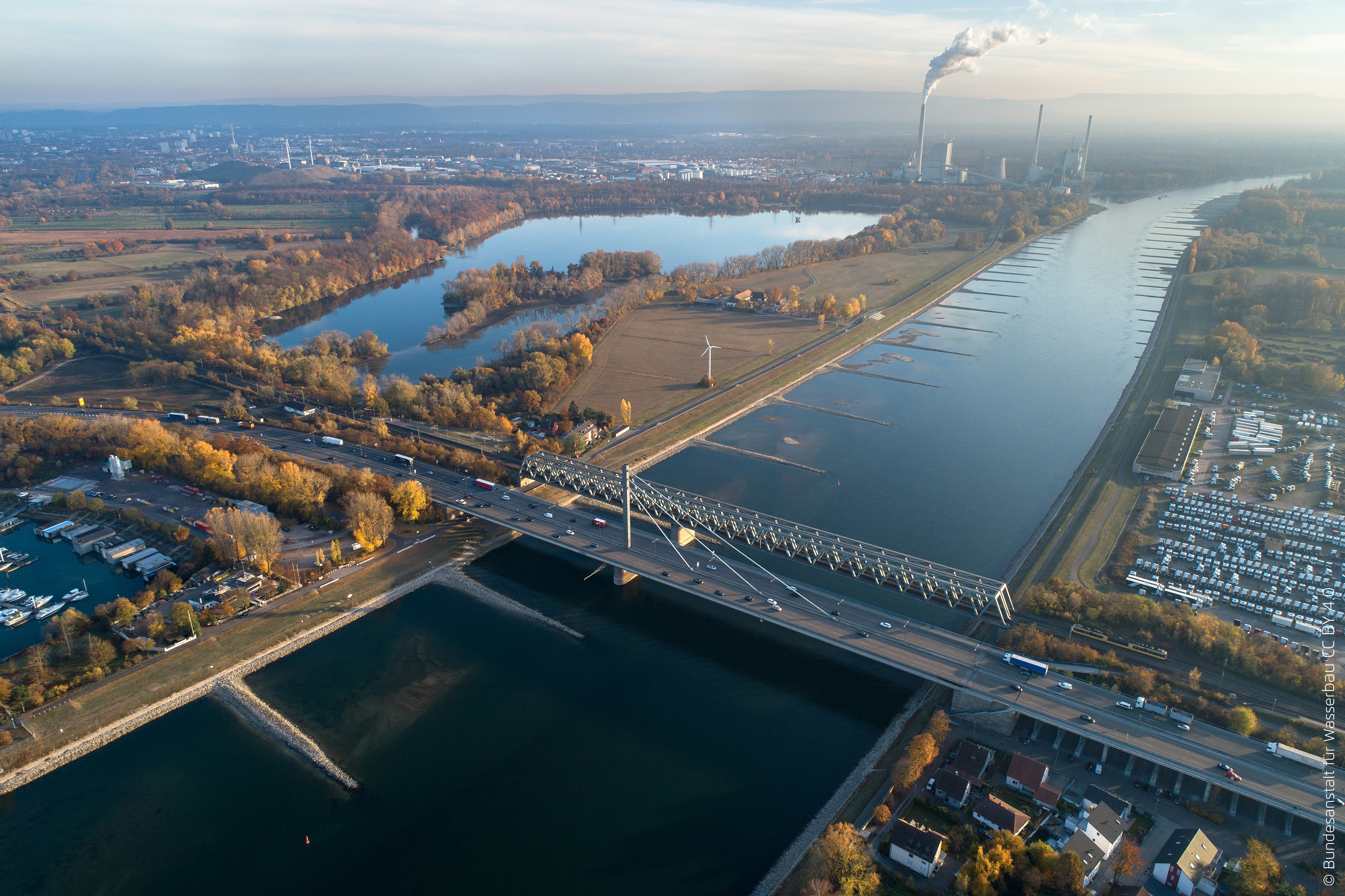
Die beiden Rheinbrücken von Straße (unten) und Eisenbahn (oben). Blick Richtung Maxau

### Straßenbrücke
Auf der nördlich (rheinabwärts) gelegenen Straßenbrücke überquert die Bundesstraße 10 den Rhein. Sie verbindet die am Wörther Kreuz endende Autobahn 65 mit der als Südtangente bezeichneten Karlsruher Stadtautobahn, die den Anschluss zur Autobahn 5 herstellt. Laut einer Erhebung vom ersten Halbjahr 2005 verkehren werktags rund 78.500 Kraftfahrzeuge über die Brücke. Sie gilt daher seit Jahren als Verkehrsengpass.
Das von Wilhelm Tiedje in architektonischer Sicht gestaltete Bauwerk ist als 292 m lange Schrägseilbrücke ausgeführt. Der 48 Meter hohe Pylon ruht auf einem Mittelpfeiler, der die Brücke asymmetrisch in zwei Felder mit 175 Meter und 117 Meter Länge unterteilt. Der stählerne Brückenüberbau hat eine Konstruktionshöhe von 3,00 Meter und nimmt bei einer Breite von 36,30 Meter zwei je dreispurige Richtungsfahrbahnen sowie beiderseits Fuß- und Radwege auf. Die Straßenbrücke wurde im Dezember 1966 eröffnet und war ursprünglich für 32.000 Kraftfahrzeuge pro Tag konzipiert.

### Eisenbahnbrücke
Wenige Meter südlich der Straßenbrücke verläuft die zweigleisige Eisenbahnbrücke der Bahnstrecke Winden–Karlsruhe.
Die Eisenbahnbrücke besteht aus zwei gleichen, je 292 Meter langen, geschweißten Überbauten in Stahlfachwerkbauweise, die auf einem gemeinsamen Mittelpfeiler ruhen. Die pfostenlosen Strebenfachwerkkonstruktionen besitzen eine Systemhöhe von 12,00 Meter und haben in Längsrichtung den Durchlaufträger als Bauwerkssystem. Wie bei der Straßenbrücke teilt der Pfeiler die Brücke asymmetrisch in zwei Felder von 117 Meter und 175 Meter Länge.
Schon vor einem Unfall an der Vorläuferbrücke, der sich am 9.  Juni 1987 ereignete, wurde darüber diskutiert, ob die Eisenbahnstrecke im Bereich der Brücke ein- oder zweigleisig sein solle. Die Deutsche Bundesbahn ging davon aus, dass ein eingleisiges Bauwerk auch für das zukünftige Verkehrswachstum ausreiche, während Regionalverband, Landkreis, die Planungsgemeinschaft Südpfalz und die Stadt Karlsruhe eine zweigleisige Brücke forderten. Die Verkehrsbetriebe Karlsruhe planten mit Stadtbahnen im 20- oder gar 10-Minuten-Takt und wünschten im März 1987, dass die Brücke zumindest auf eine spätere Erweiterung ausgelegt würde, was gesamt zwar teurer als eine zweigleisige, jedoch günstiger als zwei eingleisige Brücken würde. Auf Anregung des Karlsruher Oberbürgermeisters beantragte das Innenministerium Baden-Württemberg beim Bundesverkehrsministerium eine Förderung nach dem Gemeindeverkehrsfinanzierungsgesetz für die Mehrkosten des zweiten Gleises in Höhe von etwa 15 Millionen Deutsche Mark, welche die DB nicht übernehmen wollte. Das Bundesverkehrsministerium teilte jedoch die Auffassung der DB, dass nur ein Stadtbahnhalbstundentakt, ein Regionalbahnstundentakt und stündlich ein Güterzug pro Richtung zu erwarten sei und hierfür eine eingleisige Brücke ausreiche.
Letztlich wurde der von den VBK vorgeschlagene Kompromiss umgesetzt, wobei die Mehrkosten gegenüber der etwa 29 Millionen Deutsche Mark teuren eingleisigen Brücke von den VBK getragen werden mussten. Das Bauwerk wurde am 29.  April 1991 als eingleisige Brücke eröffnet und im Jahr 2000 mit einem weiteren Überbau um ein zweites Gleis erweitert, das am 12.  Mai 2000 in Betrieb ging.
In der Fahrplanperiode 2023 wird die Brücke montags bis freitags tagsüber von 6 Zügen des Nahverkehrs pro Stunde und Richtung, in der Nachmittags-Hauptverkehrszeit von 7 Zügen des Nahverkehrs pro Stunde und Richtung befahren. Hinzu kommen vereinzelt Güterzüge.

## Vorläuferbrücken
Die heutigen Brücken bei Maxau sind das fünfte bzw. sechste Bauwerk an diesem Standort seit der Errichtung des ersten Rheinübergangs im Jahr 1840.

### Schiffbrücke von 1840
Diese erste Rheinbrücke bei Maxau war eine am 25. August 1840 eröffnete Schiffbrücke für den Straßenverkehr. Sie bestand aus 34 Schiffsrümpfen, die auf dem Rhein schwammen und auf denen Fahrbahnjoche montiert waren. Sie besaß eine Länge von 276 m und eine Tragfähigkeit von 4 t. Zur Freigabe der Passage von Schiffen und Flößen konnten einzelne Fahrbahnsegmente ausgefahren werden.

### Pontonbrücke von 1865

Alte Ansichtskarte der Schiffsbrücke Maxau. Blick Richtung Maximiliansau

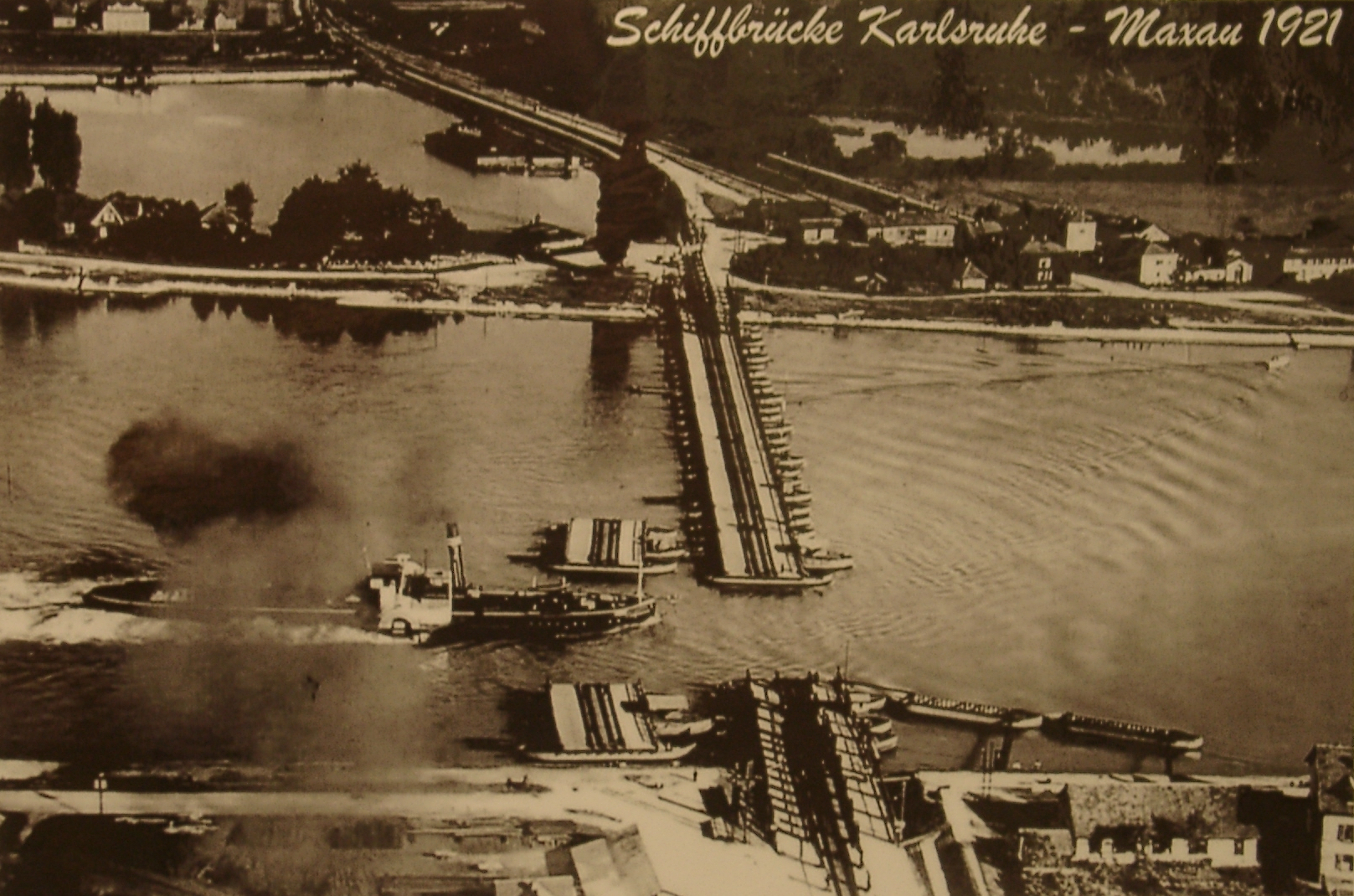
Schiffsbrücke Maxau. Blick Richtung Maxau

Der Bau der Maxaubahn 1862 machte eine Eisenbahnbrücke notwendig, welche die Maxaubahn Karlsruhe–Maxau mit einer neugeschaffenen Zweigstrecke der „Pfälzischen Maximiliansbahn“ Winden–Wörth–Maximiliansau verband. Erstmals in Europa wurde diese gemischte Eisenbahn- und Straßenbrücke als Schiffbrücke ausgeführt. Als technische Pionierleistung wurde sie 1867 auf der Pariser Weltausstellung mit einer Goldmedaille ausgezeichnet. Die neue Brücke ersetzte das Bauwerk von 1840. Bis der Germersheimer Rheinübergang 1877 den Güterverkehr übernahm, wurden beträchtliche Mengen Saarkohle nach Süddeutschland hier über den Rhein gebracht.
Dieses Bauwerk hatte eine Gesamtlänge von 363 m, wovon 234 m auf die Brücke und 129 m auf die beiden Zufahrtsrampen entfielen. Die Brücke bestand aus 34 Pontons, auf denen 12 Fahrbahnjoche montiert waren. Sechs der Fahrbahnjoche konnten für die Durchfahrt von Schiffen ausgefahren werden. Die Fahrbahn war durch das mittig geführte Gleis der Eisenbahn in zwei Fahrspuren unterteilt.
Je nach Wasserstand des Rheins variierte die Höhe der Brücke gegenüber dem Ufer, wodurch sich die Neigung der Brückenauffahrten änderte. Bei Niedrigwasser lag die Brücke tiefer als die Ufer, so dass die Züge an den Brückenauffahrten maximal 3,5 % Gefälle überwinden mussten; hingegen lag die Brücke bei Hochwasser höher als die Ufer, so dass an den Auffahrten eine Steigung von maximal 3,3 % zu überwinden war. Die geringe Tragfähigkeit der Brücke von 101 t erforderte den Einsatz spezieller, besonders leichter Lokomotiven, den Brückenlokomotiven mit 22 t Eigenmasse. Züge mit höchstens 5 Wagen, welche die Brücke überqueren sollten, wurden an einem Ufer von einer solchen Brückenlokomotive übernommen, über den Rhein befördert und am anderen Ufer wieder an eine normale Lokomotive übergeben. Da die Brückenlokomotiven nur über eine geringe Leistung verfügten, konnte es vor allem bei Niedrigwasser zu Problemen kommen, wenn die Brückenlokomotiven es nicht schafften, den Zug von der Brücke über die steilen Brückenrampen hoch zum Ufer zu ziehen. Bei einer solchen Überfahrt war die Brücke für den Straßenverkehr ca. 2 Stunden gesperrt. Im Fahrplan 1925 waren 5 durchgehende Zugpaare verzeichnet.
Bei Eisgang auf dem Rhein wurde die Schiffbrücke aus Sicherheitsgründen abgebaut und in den Hafen geschleppt.

### Rheinbrücke von 1938

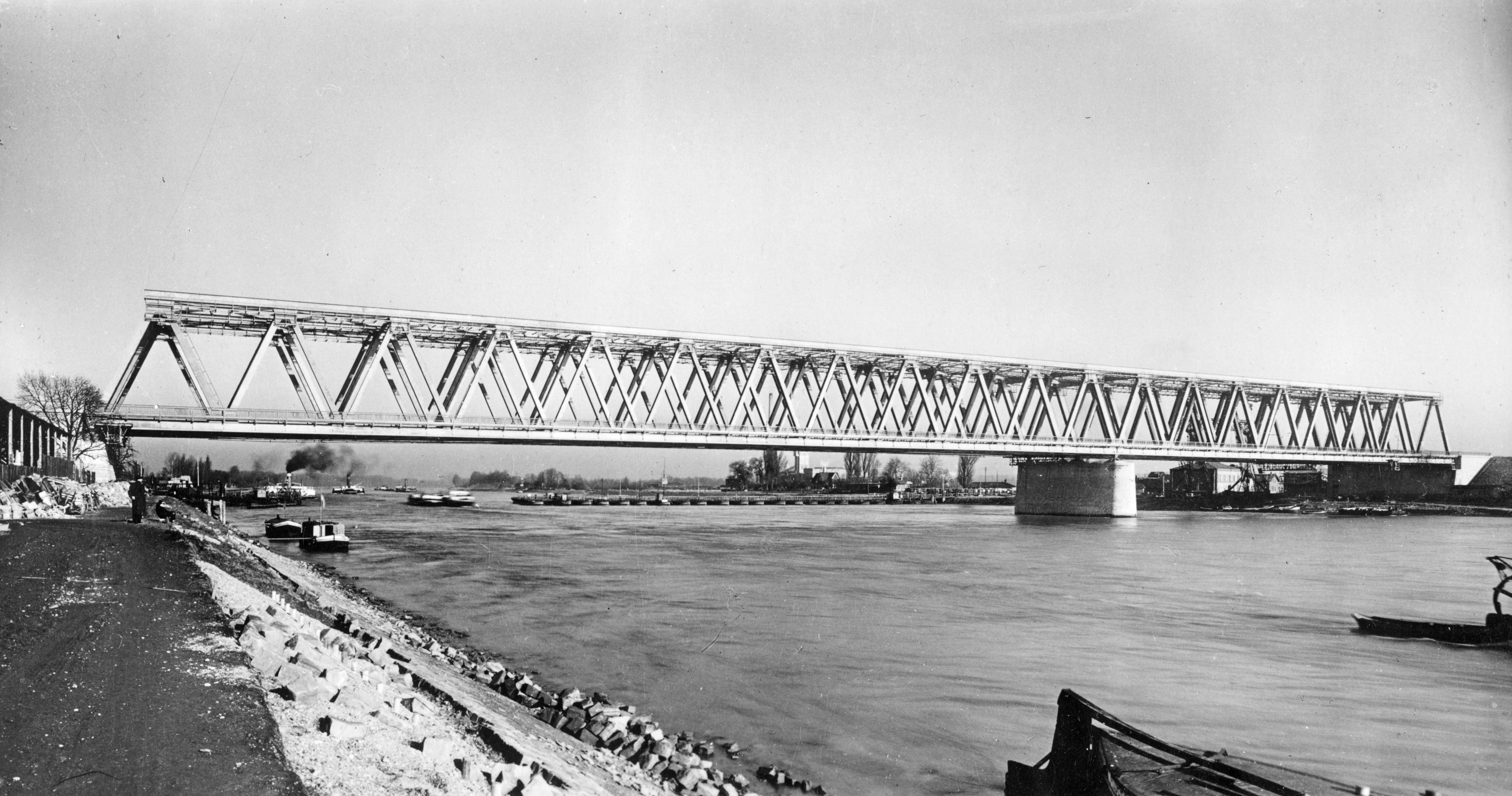
Brücke von 1938, dahinter die Pontonbrücke (Historisches Bildarchiv der Bundeswasserstraßen)

Die technischen und betrieblichen Unzulänglichkeiten der Schiffbrücke – Behinderung der Schifffahrt, geringe Tragfähigkeit und aufwändige Betriebsführung – führten in den 1930er Jahren zum Bau der ersten festen Brücke bei Maxau. Den Auftrag erhielt eine Arbeitsgemeinschaft der Grün & Bilfinger AG aus Mannheim und dem MAN Werk Gustavsburg. Die neue Straßenbrücke konnte am 17. Januar 1938, die neue Eisenbahnbrücke am 3. April 1938 eingeweiht werden. Die Brücke besaß einen Mittelpfeiler, der das Bauwerk in zwei Brückenfelder von 175 m und 117 m Länge teilte. Sie besaß zwei Überbauten in Stahlfachwerkbauweise: einen Überbau, der die zweigleisige Eisenbahnstrecke aufnahm, und einen Überbau für die Straße. Die offizielle Bezeichnung der Brücke lautete Karlsruher Rheinbrücke.
Die Sprengkammern der neuen Rheinbrücke waren am Ende des Zweiten Weltkriegs bereits mit Sprengstoff beladen, während die Brücken der sich zurückziehenden Wehrmacht noch als Fluchtweg dienten. Am 21. März 1945 traf ein Artilleriegeschoss eine der Sprengkammern und löste eine ungeplante Explosion aus. Beide Überbauten stürzten in den Fluss. (siehe Operation Undertone).

### Rheinbrücke von 1947

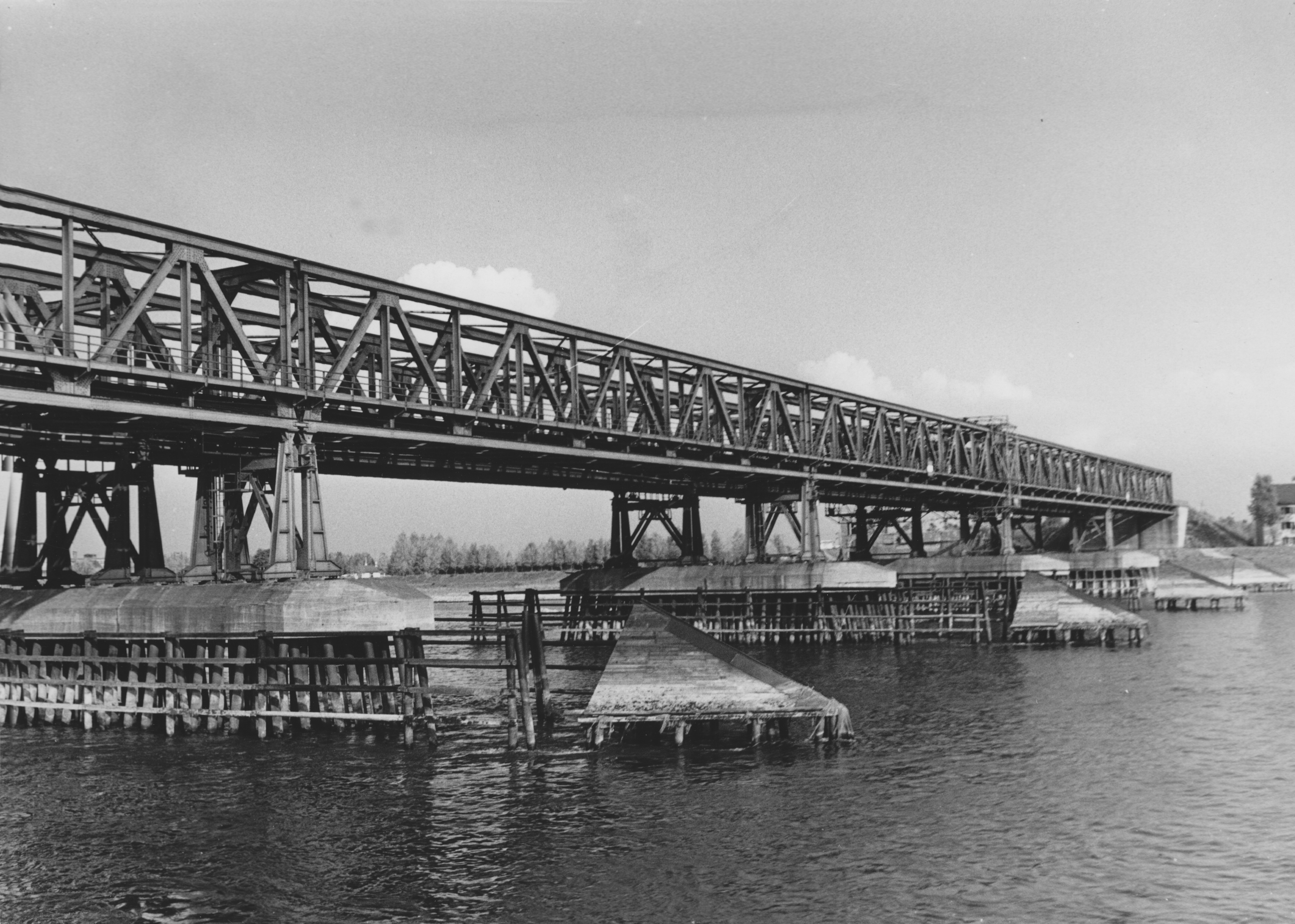
Dauerbehelfsbrücke von 1947 (Historisches Bildarchiv der Bundeswasserstraßen)

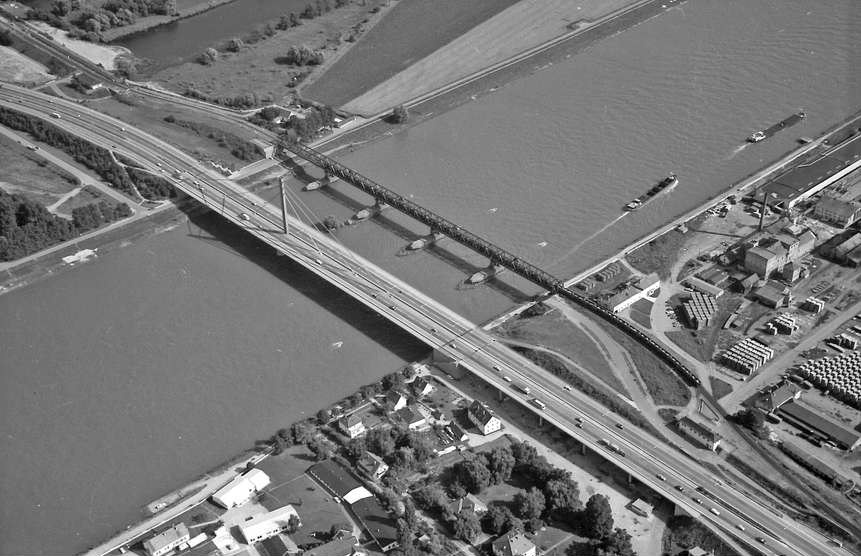
Die Brücke von 1947 (oben), die 1973 noch von der Eisenbahn genutzt wurde, und die Straßenbrücke von 1966 (unten)

Nach der Zerstörung des Bauwerkes von 1938 errichteten französische Pioniere in Maxau zunächst eine Pontonbrücke für den (militärischen) Straßenverkehr, die ab 9. April 1945 befahrbar war. US-amerikanische Pioniere erbauten etwas stromaufwärts eine feste Rheinquerung, die zum 29. April 1945 in Betrieb ging. Ende April 1945 kam eine nur knapp über dem Wasserspiegel liegende Brücke für den Eisenbahnverkehr hinzu, die auf einer hölzernen Unterkonstruktion ruhte. Sie war für den Schiffsverkehr auf dem Rhein allerdings nicht passierbar und offensichtlich für planmäßigen Eisenbahnbetrieb nicht nutzbar. Diese Provisorien bestanden bis zur Inbetriebnahme des Bauwerks von 1947.

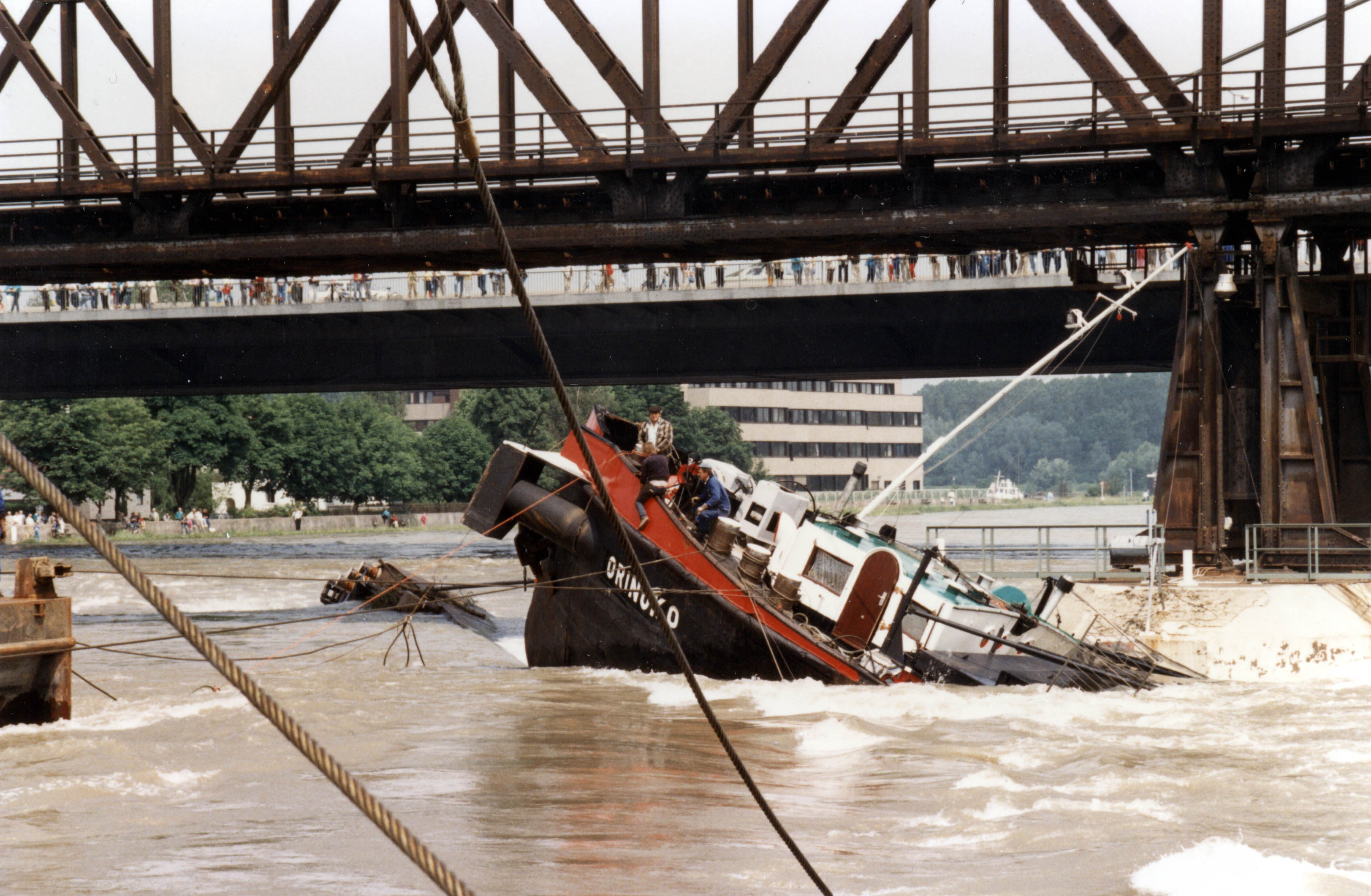
Bergung der Wracks der MS Orinoko und SL Pavo (16. Juni 1987, Historisches Bildarchiv der Bundeswasserstraßen)

Als längerfristiger Ersatz für das 1945 zerstörte Bauwerk wurde nach Kriegsende südlich des bisherigen Standorts eine neue Brücke errichtet. Sie war auf vier Strompfeilern gegründet, die sich auf eine Vielzahl in den Untergrund gerammter Stahlrohre abstützten. Stählerne Überbauten in Fachwerkbauweise nahmen ein Eisenbahngleis und die Straßenfahrbahn auf. Als Provisorium war diese Brücke für etwa 20 Jahre vorgesehen. Sie wurde am 13. Mai 1947 eingeweiht. Die Bahnstrecke wurde für den planmäßigen Verkehr am 16. Juni 1947 wieder in Betrieb genommen. Nach Errichtung der neuen Straßenbrücke von 1966 entfielen die Überbauten für die Straßenfahrbahn, und bis 1991 verblieben nur noch die Überbauten für die Eisenbahn.
Durch die vier Pfeiler wurde die Brücke in fünf Felder unterteilt, wobei je ein Feld für die Passage der bergwärts fahrenden bzw. der talwärts fahrenden Schiffe zur Verfügung stand.
Die recht geringe Durchfahrtsbreite der Brückenfelder von 55 Metern erwies sich bald als Hindernis für die Schifffahrt. So ereignete sich am 9. Juni 1987 ein schweres Schiffsunglück, bei dem ein talwärts fahrender Schubverband einen der Brückenpfeiler rammte und sich an den Pfeilern der Brücke verkantete; ein Fahrzeug sank. Bis das Schiff geborgen und die anschließende Standfestigkeitsprüfung der Brücke beendet war, mussten für mehrere Wochen sowohl der Eisenbahnverkehr auf der Brücke als auch die Schifffahrt auf dem Rhein unterbrochen werden.

## Neubaupläne
Seit einigen Jahren existieren Planungen zum Bau einer zweiten Straßenbrücke über den Rhein bei Maxau. Als Gründe werden zum einen die Verkehrszunahme genannt, zum anderen der zu erwartende Sanierungsbedarf der bestehenden Schrägseilbrücke von 1966, der eine längerfristige Brückensperrung erfordere. Daher soll die Sanierung nach Planungen mit der vorherigen Errichtung einer zweiten Rheinbrücke verbunden werden.
Im Raumordnungsverfahren, das im Juni 2006 abgeschlossen wurde, wurden eine Variante I einige Kilometer weiter nördlich des bisherigen Brückenstandorts sowie eine Variante II in unmittelbarer Nachbarschaft der bisherigen Brücke untersucht. Der raumordnerische Entscheid der Struktur- und Genehmigungsdirektion Süd in Neustadt an der Weinstraße favorisierte eine modifizierte Variante I: Die Anbindung an die B 9 im Westen soll teilweise über die Trasse der heutigen Kreisstraße 25 (Wörther Hafenstraße) geführt werden. Ein kleines Waldgebiet soll auf niedrigen Stelzen durchquert werden, um bestehende Wildwechsel und Biotope zu erhalten.
Die Verkehrsführung auf pfälzischer Seite ist bei beiden Varianten problematisch wegen der dichten Besiedlung bis an den Rhein: Die Auffahrt zur Variante II müsste als Hochstraße über das Wohngebiet von Maximiliansau geführt werden. Für die Anbindung der Variante I nach Westen gibt es zwei Vorschläge des Landesbetriebs Mobilität Rheinland-Pfalz und einen, den eine Bürgerinitiative erarbeitet hat. Kontrovers diskutiert wird auch die rechtsrheinische Weiterführung im Rahmen der bestehenden Südtangente sowie einer möglichen Anbindung an die Bundesstraße 36.
Eine Untersuchung des Landesbetrieb Mobilität Speyer aufgrund einer Aufforderung Baden-Württembergs ergab, dass eine neue Brücke zwischen der alten Rheinbrücke und der Eisenbahnbrücke bautechnisch nicht möglich sei. Zudem hätten sich bei dieser Variante auf baden-württembergischer Seite naturfachliche Anforderungen gezeigt.
Ab 26. April 2011 wurden die Pläne für die Planfeststellung ausgelegt. Der Karlsruher Gemeinderat entschied sich am 24. Mai 2011 mehrheitlich, eine ablehnende Stellungnahme zur Planung abzugeben. Ein Bündnis aus rund 30 Naturschutzverbänden und Bürgervereinen aus Karlsruhe und der Südpfalz lehnt die Planung ab und sah mehr als 100 gravierende Mängel, selbst Befürworter fordern Nachbesserungen.
Ein Aktionsbündnis „Pro Ersatzbrücke Maxau“ fordert dagegen, die alte Brücke durch einen Neubau zu ersetzen.
Zur Klärung offener Fragen und Behebung von Informationsdefiziten vereinbarten nach den Landtagswahlen die beiden neuen Landesregierungen die Durchführung eines Faktenchecks am 18. und 22. November 2011 in Karlsruhe und die daran anschließende Einsetzung einer Arbeitsgruppe „Leistungsfähige Rheinquerung“, die ihre Arbeit im November 2012 abschloss. Beider Ergebnisse wurden im Internet veröffentlicht.
Die Erörterungstermine fanden für das rheinland-pfälzische Planfeststellungsverfahren am 3. und 4. Juli 2013 in Wörth, für das baden-württembergische Verfahren am 9., 10. und 11. Juli 2013 in Karlsruhe statt. Die Stadt Karlsruhe und die Naturschutzverbände kritisierten die zahlreichen Mängel beim Naturschutz, die durch die zusätzliche Brücke nicht lösbaren Probleme hinsichtlich der Kapazität und Verkehrssicherheit auf badischer Seite, Nachteile für den Radverkehr, die ungenügende Variantenabwägung und die Aufteilung in zwei Verfahren mit ungenügender Gesamtbetrachtung der Verkehrs- und Naturschutzprobleme. Die Befürworter führten die Entflechtung der Verkehre auf der Pfälzer Seite mit gesteigerter Kapazität und Verkehrssicherheit und die Ausfallsicherheit der Rheinquerung bei Havarien von Auto- oder Schiffsverkehr an. Einen Tag vor der Erörterung besuchte Bundesverkehrsminister Peter Ramsauer die Brücke und bezeichnete sie als „schlimmsten Engpass Deutschlands“.
Der Bundesrechnungshof hielt 2015 den Bau einer zweiten Rheinbrücke weder für notwendig noch für wirtschaftlich.
Der Planfeststellungsbeschluss für die rheinland-pfälzische Seite erging am 21. Dezember 2017, für die baden-württembergische Seite am 15. September 2017. Beide Planfeststellungsbeschlüsse wurden beklagt. Seit Juni 2021 besitzen beide Planfeststellungsbeschlüsse Rechtskraft, wobei die Stadt Karlsruhe und der BUND in einem Vergleich im August 2020 die Zusage erreichen konnte, dass gleichzeitig mit der Realisierung der zweiten Rheinbrücke auch ein Rad- und Gehweg erstellt wird, die möglicherweise anschließende Querspange zur B36 in Karlsruhe-Neureut mitbedacht werden muss, sowie eine Machbarkeitsstudie zur Verbesserung des rheinquerenden ÖPNV durchgeführt werden muss.
Der Bau der zweiten Rheinbrücke ist Teil des Bundesverkehrswegeplans 2030 in der Kategorie Vordringlicher Bedarf.
Im Mai 2023 fanden eine Demonstration und eine dreitägige symbolische Besetzung gegen die Brücke statt. Die Demonstration wurde von Fridays For Future, dem Klimabündnis Karlsruhe, Anwohnern und der Bewegung "eine reicht!" unterstützt. Anstelle der Brücke solle die Infrastruktur von Bus und Bahn ausgebaut werden.